# El-Detti
El Detti – wieś w Sudanie położona na prawym brzegu Nilu między III a IV kataraktą, w Prowincji Północnej. Znajduje się tu stanowisko archeologiczne – cmentarzysko datowane na okres wczesnomakurycki.

## Historia badań
W 1919 roku na stanowisko dotarł amerykański archeolog G.A. Reisner, który przebadał kilka grobów i narysował plan cmentarzyska. Zarejestrowano je także podczas badań powierzchniowych prowadzonych w 1992 roku ramach wspólnego projektu sudańskiej National Corporation for Antiquities and Museums (NCAM) i włoskiego University of Cassino. Na jego czele stała Irene Vincentelli. Od 2014 roku badania odbywają się w ramach projektu "Early Makuria Research Project", to jest przy współpracy NCAM oraz Centrum Archeologii Śródziemnomorskiej Uniwersytetu Warszawskiego, pod kierunkiem dr. hab. Mahmouda el-Tayeba z CAŚ UW. W pierwszym roku polsko-sudańskiego projektu przeprowadzono badania powierzchniowe i prace dokumentacyjne, a od 2015 rozpoczęto wykopaliska archeologiczne.

## Odkrycia archeologiczne
Na stanowisku znajduje się kilkadziesiąt grobów tumulusowych (kurhanów), rozlokowanych na obszarze o powierzchni 500 na 400 metrów. Wszystkie groby zostały wyrabowane w przeszłości. Głównym celem badań jest poznanie konstrukcji tumulusów i porównanie ich z architekturą grobową na stanowisku Az-Zuma, które oddalone jest o około 7 kilometrów. Na południowy wschód od cmentarzyska ciągnie się mur – na podstawie znalezionych tam fragmentów naczyń ceramicznych można przypuszczać, że jego konstrukcja związana była ze stanowiskiem chrześcijańskim (dotąd nierozpoznanym), co wskazuje na kontynuację osadnictwa w okresie chrześcijańskim. Podobnie jak na stanowisku w Az-Zuma wyróżniono tu trzy typy konstrukcji grobowych. Różnice pomiędzy poszczególnymi typami grobów pokazują raczej różnicę w strukturze społecznej i statusie pochowanych w nich osób, niż rozróżnienie chronologiczne. W ramach prac misji prowadzone są także badania antropologiczne (Robert Mahler) i archeozoologiczne (Urszula Iwaszczuk), badania nad ceramiką (Ewa Czyżewska-Zalewska) i przedmiotami metalowymi (Joanna Then-Obłuska – ozdoby, Łukasz Zieliński).